# Bnej Jehuda
Bnej Jehuda (hebrejsky בְּנֵי יְהוּדָה, doslova „Synové Jehudy“, v oficiálním přepisu do angličtiny Bene Yehuda, přepisováno též Bnei Yehuda) je izraelská osada na Golanských výšinách a vesnice typu mošav v Oblastní radě Golan.

## Geografie
Nachází se v nadmořské výšce 345 metrů. Leží cca 15 kilometrů východně od města Tiberias, cca 65 kilometrů východně od Haify a cca 118 kilometrů severovýchodně od centra Tel Avivu. Bnej Jehuda leží na náhorní plošině v jižní části Golanských výšin, na okraji prudkého zlomu, který se západně od osady propadá směrem ke Galilejskému jezeru.
Je situována v oblasti s hustou sítí zemědělského osídlení, takřka výlučně židovského, tedy bez arabských sídel. Na dopravní síť Golanských výšin je napojena pomocí lokální silnice číslo 789, jež vede k severu ke Galilejskému jezeru a k jihu, kde se napojuje na silnici číslo 98 - hlavní severojižní komunikaci v tomto regionu. Bnej Jehuda tvoří střed územně prakticky souvislé sídelní aglomerace, do které patří ještě další zemědělské obce Afik, Giv'at Jo'av a Ne'ot Golan.

## Dějiny
Bnej Jehuda leží na Golanských výšinách, které byly dobyty izraelskou armádou v roce 1967 a jsou od té doby cíleně osidlovány Izraelci. Tato vesnice byla založena v září 1971. Od počátku byla zamýšlena jako středisková obec, která bude poskytovat služby vesnicím v celém regionu jižních Golanských výšin. Podle oficiálních statistik došlo k založení osady v roce 1972.
Historie novověkého židovského osidlování v této oblasti je ale staršího data. Už v roce 1887 členové organizace Aguda Bnej Jehuda (אגודה בני יהודה) ze Safedu zakoupili s finanční pomocí britského spisovatele a cestovatele Laurence Oliphanta pozemky nedaleko odtud za účelem zřízení zemědělské osady. Tato první vesnice Bnej Jehuda ale stála cca 25 kilometrů severovýchodně od té nynější, poblíž současného mošavu Kešet. Osadníci se ovšem na místě nedokázali udržet kvůli odlehlosti a drsným přírodním podmínkám a po smrti Oliphanta (zemřel roku 1888) byla vesnice opuštěna. V roce 1890 se odehrál druhý pokus o osídlení. Vesnice byla nyní založena již blíž současné lokalitě, jen o něco dále k západu. Přistěhovalo se sem deset židovských rodin, ale po krátké době svou snahu vzdaly. Potřetí se osadu Bnej Jehuda pokusili založit v roce 1898. Z deseti rodin jich zde k roku 1913 zůstalo jen pět a potom tu žila už jen jedna rodina (Bernsteinových). V roce 1920 byla i ona vypuzena po útoku Arabů, při kterém zemřela matka a jeden její syn.
Ve zprávě z roku 1977 vypracované pro Senát Spojených států amerických se počet obyvatel odhadoval na 420. Osadníci patřili mezi stoupence Izraelské strany práce. V osadě fungoval tehdy průmysl zaměřený na dodávky pro Izraelské vojenské letectvo. Až do roku 1981 fungovala osada jako sídlo obývané výlučně zaměstnanci tohoto podniku (התעשיה גולן). Teprve pak se změnila v běžnou osadu, která umožňovala přistěhování i individuálním členům.
V Bnej Jehuda fungují mateřské školy a základní škola Micpe Golan (מצפה גולן), která slouží i obyvatelům okolních vesnic. V obci je synagoga, zdravotní středisko, banka, krytý plavecký bazén, sportovní hala, regionální knihovna, výstavní síň a další služby oblastního charakteru. Na rozdíl od okolních vesnic není ekonomika Bnej Jehuda založena na zemědělství ale na průmyslu, službách a turistice. Některé prameny popisují vesnici jako mošav, ale mluví se o ní i jako o společné osadě (jišuv kehilati).

## Demografie
Bnej Jehuda je sekulární osadou. Jde o středně velké sídlo s dlouhodobě stagnující populací. K 31. prosinci 2014 zde žilo 1047 lidí. Během roku 2014 stoupla populace o 1,6 %. Výhledově se plánuje, že obec navýší počet svých obyvatel na 350 rodin. Podle jiného zdroje dokonce na 600 rodin.
| Rok            | 1983 | 1995 | 1999 | 2000 | 2001 | 2003 | 2004 | 2005 | 2006 | 2007 | 2008 | 2009 | 2010 | 2011 | 2012 | 2013 | 2014 |
| -------------- | ---- | ---- | ---- | ---- | ---- | ---- | ---- | ---- | ---- | ---- | ---- | ---- | ---- | ---- | ---- | ---- | ---- |
| Počet obyvatel | 433  | 716  | 887  | 917  | 929  | 938  | 971  | 991  | 1021 | 1036 | 1009 | 928  | 969  | 965  | 1010 | 1031 | 1047 |